# Ivana Knöll
Ivana Knöll, née le 16 septembre 1992 à Francfort-sur-le-Main, est mannequin, influenceuse et DJette croate.

## Biographie
Ivana Knöll naît à Francfort-sur-le-Main le 16 septembre 1992. Elle déclare cependant en juin 2024 avoir 26 ans. Durant son enfance, son père l'emmenait voir des matchs de football.

## Carrière
Elle est mannequin, influenceuse et DJette. Elle a créé la marque de maillots de bain Knoll Doll.
Certains médias déclarent qu'elle est Miss Croatie (comme Le360 ou Bild), mais sans citer d'année, ou actrice (comme 7sur7), mais sans citer de film dans lequel elle a joué.
Lors de la coupe du monde de football qui s'est déroulée fin 2022 au Qatar, elle est présente dans les tribunes de tous les matchs de l'Équipe de Croatie de football et se distingue par ses tenues à damier aux couleurs de l'emblème central sur le drapeau de son pays, malgré les règles vestimentaires du pays hôte. Elle déclare à ce sujet n'avoir eu aucun retour négatif et au contraire avoir pu prendre de nombreuses photos avec des Qataris. Elle était déjà présente lors des coupes du monde précédentes en 2014 au Brésil et en 2018 en Russie, et a continué d'être présente lors de grands événements footballistiques tels que l'Euro 2024 en Allemagne.
Elle a été en couple pendant 10 ans et se déclare désormais célibataire,.
Très sollicitée pour créer un compte OnlyFans, elle déclare que ce n'est pas pour elle. 